# Richard Gasquet
Richard Gasquet (* 18. Juni 1986 in Béziers) ist ein ehemaliger französischer Tennisspieler.

## Karriere

### Bis 2004: Anfangsjahre
Richard Gasquet begann das Tennisspielen im Alter von vier Jahren beim TC Sérignan in der Nähe seiner Geburtsstadt Béziers in Südfrankreich.
Im Jahr 2002 war Gasquet der erfolgreichste Spieler im Juniorentennis. Unter anderem gewann er die Juniorenkonkurrenz der French Open und der US Open. Außerdem war er mit 16 Jahren der jüngste Spieler unter den Top 200, er beendete das Jahr auf Position 166 der Weltrangliste.
Bis Januar 2004 wurde Gasquet von Tarik Benhabiles trainiert. In jenem Jahr erreichte er das Halbfinale in Buenos Aires, das er mit 6:7, 1:6 gegen Guillermo Coria verlor, sowie das Endspiel in Metz, wo er Jérôme Haehnel mit 6:7 und 4:6 unterlag.

### 2005–2007: Durchbruch auf ATP-Ebene und fünf Turniersiege
Das Jahr 2005 verlief für Gasquet äußerst erfolgreich. Beim Monte Carlo Masters bezwang er im Viertelfinale den Weltranglistenersten Roger Federer, im Halbfinale unterlag er allerdings dem damals auf Position 17 der Weltrangliste geführten Rafael Nadal. Beim Masters-Turnier in Hamburg erreichte Gasquet das Finale und traf dort wieder auf Federer, der diesmal gewann. Bei den French Open zog Gasquet in die dritte Runde ein, wo er erneut gegen Nadal ausschied. Im Juni gewann er in Nottingham auf Rasen sein erstes ATP-Turnier. Zudem erreichte er das Achtelfinale von Wimbledon und das der US Open.
2006 lief es zunächst weniger gut. Bei den Australian Open verlor Gasquet in der ersten Runde gegen Tommy Haas, bei den French Open in der zweiten Runde gegen David Nalbandian. Im März musste er sich im Achtelfinale des Indian Wells Masters erneut Federer geschlagen geben. Im Juni konnte Gasquet seinen Titel in Nottingham verteidigen. Dennoch war er für Wimbledon nicht gesetzt und traf in der ersten Runde schon wieder auf den Weltranglistenersten und dreifachen Wimbledon-Sieger Federer, Gasquet unterlag glatt in drei Sätzen. Im Juli gewann er das Sandplatzturnier von Gstaad. Im August zog er ins Finale des ATP-Masters von Toronto ein, wo er abermals Federer unterlag. Bei den US Open verlor er im Achtelfinale gegen Lleyton Hewitt. Zum Ende der Saison gewann Gasquet das Turnier von Lyon mit einem klaren Endspielsieg über Marc Gicquel (6:3, 6:1).
Zu Beginn des Jahres 2007 erreichte er das Halbfinale von Sydney und das Achtelfinale der Australian Open, wo er sich Tommy Robredo geschlagen geben musste. Beim ATP-Masters in Monte Carlo erreichte er das Viertelfinale und schied dort gegen Juan Carlos Ferrero aus. Beim ATP-Turnier in Estoril spielte sich Gasquet bis ins Finale, das er gegen Novak Đoković mit 6:7, 6:0 und 1:6 verlor. Bei den French Open scheiterte er zur Überraschung seiner Fans bereits in Runde zwei an dem Belgier Kristof Vliegen.
In Wimbledon erreichte Gasquet das Viertelfinale, wo er Andy Roddick mit 4:6, 4:6, 7:6, 7:6 und 8:6 bezwingen konnte. Im Halbfinale unterlag er Titelverteidiger Roger Federer mit 5:7, 3:6 und 4:6. Bei den US Open musste er wegen einer Angina schon in der zweiten Runde passen. Einen Monat später gewann er das Turnier von Mumbai (Finalsieg gegen Olivier Rochus). In der Woche darauf zog er ins Finale von Tokio ein, musste sich dort aber David Ferrer mit 1:6 und 2:6 geschlagen geben. Beim Paris Masters erreichte er nach Siegen u. a. über James Blake und Andy Murray das Halbfinale, wo er David Nalbandian in zwei Sätzen unterlag. Er qualifizierte sich erstmals für den Masters Cup, konnte dort aber nur eines von drei Gruppenspielen gewinnen.

### 2008–2011: Weniger erfolgreiche Jahre
Gasquet erreichte im Jahr 2008 bei den Australian Open und in Wimbledon sowie bei den Masters-Turnieren in Indian Wells, Monte Carlo und Madrid jeweils das Achtelfinale. Beim Kanada Masters verlor er das Viertelfinale gegen Nadal. Beim Mercedes-Cup in Stuttgart spielte er sich bis ins Finale und verlor gegen Juan Martín del Potro mit 4:6 und 5:7. Beim Turnier in Tokio erreichte er diesmal nur das Halbfinale, das er erneut gegen del Potro verlor.
Das Jahr 2009 begann mit Halbfinaleinzügen in Brisbane, Sydney und Dubai. Bei einer Dopingkontrolle im März wurde in seinem Urin Kokain nachgewiesen, eine Haarprobe enthielt jedoch keine Spuren der Droge. Er selbst beteuerte stets seine Unschuld und er konnte nachvollziehbar darlegen, dass auf einer Party, an der er teilgenommen hatte, offenbar Kokain in Umlauf gewesen war. Die Strafe wurde schließlich von einem Jahr auf zwei Monate und 15 Tage verkürzt, Gasquet war ab Mitte Juli wieder spielberechtigt.
2010 zog er ins Finale des ATP-Turniers in Sydney ein, wo er Marcos Baghdatis mit 4:6 und 6:72 unterlag.
Bei den Australian Open unterlag er schon in Runde eins Michail Juschny knapp mit
7:69, 6:4, 6:72, 6:74, 4:6. Im Mai konnte er nach zweieinhalb Jahren wieder ein Turnier gewinnen. Beim ATP-Turnier in Nizza bezwang er im Finale den an Nummer 2 gesetzten Fernando Verdasco mit 6:3, 5:7, 7:65. In der ersten Runde der French Open gegen Andy Murray zog er dagegen nach 4:04 Stunden Spielzeit mit 6:4, 7:6, 4:6, 2:6, 1:6 den Kürzeren.

### 2012–2013: Vier Turniersiege und Rückkehr in Top 10
Bei den Olympischen Spielen 2012 in London trat Gasquet im Einzel und im Doppel an. Nach seinem Auftaktsieg gegen Robin Haase verlor er in der zweiten Runde gegen Baghdatis mit 4:6 und 4:6. Im Doppel lief es besser für ihn, mit Julien Benneteau zusammen gewann er die Bronzemedaille. Sie besiegten zunächst die Briten Colin Fleming und Ross Hutchins, die an Position sieben gesetzten Inder Mahesh Bhupathi und Rohan Bopanna sowie die an drei gesetzten Serben Janko Tipsarević und Nenad Zimonjić. Im Halbfinale mussten sie sich dann Bob und Mike Bryan aus den USA geschlagen geben, ehe sie im Spiel um Bronze die Spanier Feliciano López und David Ferrer in zwei Sätzen besiegten. Er wurde daraufhin zum Ritter des französischen Verdienstordens ernannt. Während der US Open Series gelang Gasquet erstmals seit sechs Jahren wieder der Einzug ins Finale eines Masters-Turniers; im Endspiel von Toronto unterlag er Novak Đoković jedoch klar in zwei Sätzen. In Bangkok gelang ihm Ende September sein siebter Karrieretitel im Einzel – sein erster seit über zwei Jahren. Im Endspiel schlug er seinen Landsmann Gilles Simon in zwei glatten Sätzen. Auch im Ranking verbesserte er sich stetig und befand sich am Ende der Saison erstmals seit 2008 wieder in den Top 10.
Gasquet sicherte sich 2013 gleich zu Beginn beim ATP-Turnier in Doha den ersten Titel der Saison. Im Finale bezwang er Nikolai Dawydenko knapp in drei Sätzen. In Montpellier gewann er seinen nächsten Titel, indem er seinen Landsmann Benoît Paire im Endspiel in zwei Sätzen bezwang. Bei den Sony Open 2013 in Miami erreichte er das Halbfinale, in dem er sich Andy Murray mit 7:6, 1:6 und 2:6 geschlagen geben musste.
Bei den Turnieren in Monte Carlo, Madrid und Rom kam Gasquet nicht über das Viertelfinale hinaus. Bei den French Open schied er im Achtelfinale gegen Stanislas Wawrinka in fünf Sätzen aus. Nach Siegen über Jürgen Melzer und Florian Mayer verlor er in Halle/Westfalen das Halbfinale gegen Michail Juschny. Zwei Wochen später scheiterte er in Wimbledon in der dritten Runde überraschend an Bernard Tomic. Nach einer schwachen Vorbereitung gelang Gasquet dann mit Siegen u. a. über Dimitri Tursunow, Milos Raonic und David Ferrer der Einzug ins Halbfinale der US Open. Erst der spätere Turniersieger Rafael Nadal konnte ihn stoppen. Bei den Turnieren in Bangkok und Peking spielte er sich jeweils bis ins Halbfinale, bevor er in Moskau mit einem Endspielsieg über Michail Kukuschkin seinen dritten Saisontitel gewann. Bei den World Tour Finals in London schied er nach drei Niederlagen in der Gruppenphase aus.

### 2014–2016: Vier Turniersiege und erfolgreiche Grand-Slam-Turniere
Das Jahr 2014 begann für Gasquet in Doha mit einer Niederlage in der zweiten Runde gegen seinen Landsmann Gaël Monfils. Bei den Australian Open scheiterte er in der dritten Runde mit 6:2, 5:7, 4:6 und 6:7 an Tommy Robredo. Im Davis Cup besiegte er den jungen Australier Nick Kyrgios. In Montpellier verlor er als Titelverteidiger das Endspiel gegen Gaël Monfils, in Eastbourne als Topgesetzter gegen Feliciano López. Bei Grand-Slams und Masters-Turnieren verlief die Saison eher verhalten für Gasquet: Lediglich in Miami kam er bis ins Achtelfinale und unterlag dort Roger Federer deutlich in zwei Sätzen.
Erfolgreicher waren die Jahre 2015 und 2016, in denen er jeweils zwei 250er-Turniere gewinnen konnte. Auch bei Grand-Slam-Turnieren konnte er in diesen beiden Jahren gute Ergebnisse erzielen. 2015 kam er in Wimbledon ins Halbfinale und bei den US Open ins Viertelfinale, das er im Jahr darauf auch bei den French Open erreichte.

### Seit 2017: Nachlassender Erfolg
Ab 2017 erreichte Gasquet zwar immer noch gute Ergebnisse, aber nicht mehr in der Regelmäßigkeit der vergangenen Saisons. Ab Ende März 2017 war er nicht mehr in den Top 20 der Weltrangliste platziert, konnte sich mit wenigen Ausnahmen bis Mitte 2019 aber in den Top 40 und später in den Top 60 halten. 2018 gelang ihm in ’s-Hertogenbosch nach zwölf Jahren nochmals ein Sieg bei einem Rasenturnier. Die besten Ergebnisse auf Masters-Ebene waren das Halbfinale 2019 in Cincinnati sowie zwei Viertelfinals in Shanghai 2017 und Monte-Carlo 2018. Bei Grand-Slam-Turnieren kam er im Gegensatz zu den Vorjahren aber bei keinem Turnier mehr über die dritte Runde hinaus.
Nach seinem Ausscheiden bei den French Open 2025 beendete Gasquet seine Tenniskarriere. Er verlor in der zweiten Runde gegen Jannik Sinner.

## Erfolge
| Legende (Siege in Klammern) |
| Grand Slam                  |
| ATP World Tour Finals       |
| ATP World Tour Masters 1000 |
| ATP World Tour 500          |
| ATP World Tour 250 (18)     |
| ATP Challenger Tour (10)    |

| Titel nach Belag |
| Hartplatz (11)   |
| Sand (3)         |
| Rasen (3)        |
| Teppich (1)      |

### Einzel

#### Turniersiege

##### ATP World Tour
| Nr. | Datum              | Turnier          | Belag         | Finalgegner        | Ergebnis             |
| --- | ------------------ | ---------------- | ------------- | ------------------ | -------------------- |
| 1.  | 13. Juni 2005      | Nottingham (1)   | Rasen         | Maks Mirny         | 6:2, 6:3             |
| 2.  | 19. Juni 2006      | Nottingham (2)   | Rasen         | Jonas Björkman     | 6:4, 6:3             |
| 3.  | 10. Juli 2006      | Gstaad           | Sand          | Feliciano López    | 7:64, 6:73, 6:3, 6:3 |
| 4.  | 23. Oktober 2006   | Lyon (1)         | Teppich (i)   | Marc Gicquel       | 6:3, 6:1             |
| 5.  | 30. September 2007 | Mumbai           | Hartplatz     | Olivier Rochus     | 6:3, 6:4             |
| 6.  | 22. Mai 2010       | Nizza            | Sand          | Fernando Verdasco  | 6:3, 5:7, 7:65       |
| 7.  | 30. September 2012 | Bangkok          | Hartplatz (i) | Gilles Simon       | 6:2, 6:1             |
| 8.  | 5. Januar 2013     | Doha             | Hartplatz     | Nikolai Dawydenko  | 3:6, 7:64, 6:3       |
| 9.  | 10. Februar 2013   | Montpellier (2)  | Hartplatz (i) | Benoît Paire       | 6:2, 6:3             |
| 10. | 20. Oktober 2013   | Moskau           | Hartplatz (i) | Michail Kukuschkin | 4:6, 6:4, 6:4        |
| 11. | 8. Februar 2015    | Montpellier (3)  | Hartplatz (i) | Jerzy Janowicz     | 3:0 aufgg.           |
| 12. | 3. Mai 2015        | Estoril          | Sand          | Nick Kyrgios       | 6:3, 6:2             |
| 13. | 7. Februar 2016    | Montpellier (4)  | Hartplatz (i) | Paul-Henri Mathieu | 7:5, 6:4             |
| 14. | 23. Oktober 2016   | Antwerpen        | Hartplatz (i) | Diego Schwartzman  | 7:64, 6:1            |
| 15. | 16. Juni 2018      | ’s-Hertogenbosch | Rasen         | Jérémy Chardy      | 6:3, 7:65            |
| 16. | 14. Januar 2023    | Auckland         | Hartplatz     | Cameron Norrie     | 4:6, 6:4, 6:4        |

##### ATP Challenger Tour
| Nr. | Datum              | Turnier            | Belag         | Finalgegner         | Ergebnis      |
| --- | ------------------ | ------------------ | ------------- | ------------------- | ------------- |
| 1.  | 7. Juli 2002       | Montauban          | Sand          | Óscar Serrano Gámez | 7:5, 6:1      |
| 2.  | 16. März 2003      | Sarajevo           | Hartplatz (i) | Dick Norman         | 6:1, 7:67     |
| 3.  | 2003               | Neapel (1)         | Sand          | Gilles Müller       | 6:4, 6:4      |
| 4.  | 29. Juni 2003      | Reggio nell’Emilia | Sand          | Potito Starace      | 7:5, 6:1      |
| 5.  | 27. April 2003     | Grenoble           | Hartplatz     | Harel Levy          | 7:5, 7:61     |
| 6.  | 27. März 2005      | Barletta           | Sand          | Alessio di Mauro    | 6:3, 7:66     |
| 7.  | 3. April 2005      | Neapel (2)         | Sand          | Potito Starace      | 4:6, 6:3, 7:5 |
| 8.  | 16. Mai 2010       | Bordeaux           | Sand          | Michaël Llodra      | 4:6, 6:1, 6:4 |
| 9.  | 17. September 2017 | Stettin            | Sand          | Florian Mayer       | 7:63, 7:64    |
| 10. | 9. September 2024  | Cassis             | Hartplatz     | Jurij Rodionov      | 3:6, 6:1, 6:2 |

#### Finalteilnahmen
| Nr. | Datum            | Turnier         | Belag         | Finalgegner           | Ergebnis        |
| --- | ---------------- | --------------- | ------------- | --------------------- | --------------- |
| 1.  | 11. Oktober 2004 | Metz            | Hartplatz (i) | Jérôme Haehnel        | 6:79, 4:6       |
| 2.  | 9. Mai 2005      | Hamburg         | Sand          | Roger Federer         | 3:6, 5:7, 6:74  |
| 3.  | 7. August 2006   | Toronto         | Hartplatz     | Roger Federer         | 6:2, 3:6, 2:6   |
| 4.  | 29. April 2007   | Estoril         | Sand          | Novak Đoković         | 6:77, 6:0, 1:6  |
| 5.  | 1. Oktober 2007  | Tokio           | Hartplatz     | David Ferrer          | 1:6, 2:6        |
| 6.  | 13. Juli 2008    | Stuttgart       | Sand          | Juan Martín del Potro | 4:6, 5:7        |
| 7.  | 16. Januar 2010  | Sydney          | Hartplatz     | Marcos Baghdatis      | 4:6, 7:62       |
| 8.  | 1. August 2010   | Gstaad          | Sand          | Nicolás Almagro       | 5:7, 1:6        |
| 9.  | 6. Mai 2012      | Estoril         | Sand          | Juan Martín del Potro | 4:6, 2:6        |
| 10. | 12. August 2012  | Toronto         | Hartplatz     | Novak Đoković         | 3:6, 2:6        |
| 11. | 9. Februar 2014  | Montpellier (1) | Hartplatz (i) | Gaël Monfils          | 4:6, 4:6        |
| 12. | 21. Juni 2014    | Eastbourne      | Rasen         | Feliciano López       | 3:6, 7:65, 5:7  |
| 13. | 2. Oktober 2016  | Shenzhen        | Hartplatz     | Tomáš Berdych         | 6:75, 7:62, 3:6 |
| 14. | 12. Februar 2017 | Montpellier (2) | Hartplatz (i) | Alexander Zverev      | 6:74, 3:6       |
| 15. | 11. Februar 2018 | Montpellier (3) | Hartplatz (i) | Lucas Pouille         | 6:72, 4:6       |
| 16. | 22. Juli 2018    | Båstad          | Sand          | Fabio Fognini         | 3:6, 6:3, 1:6   |
| 17. | 25. Juli 2021    | Umag            | Sand          | Carlos Alcaraz        | 2:6, 2:6        |

### Doppel

#### Turniersiege
| Nr. | Datum          | Turnier | Belag         | Partner            | Finalgegner                 | Ergebnis         |
| --- | -------------- | ------- | ------------- | ------------------ | --------------------------- | ---------------- |
| 1.  | 8. Mai 2006    | Metz    | Hartplatz (i) | Fabrice Santoro    | Julian Knowle Jürgen Melzer | 3:6, 6:1, [11:9] |
| 2.  | 7. Januar 2008 | Sydney  | Hartplatz     | Jo-Wilfried Tsonga | Bob Bryan Mike Bryan        | 4:6, 6:4, [11:9] |

#### Finalteilnahmen
| Nr. | Datum            | Turnier        | Belag         | Partner          | Finalgegner               | Ergebnis         |
| --- | ---------------- | -------------- | ------------- | ---------------- | ------------------------- | ---------------- |
| 1.  | 14. April 2007   | Monte Carlo    | Sand          | Julien Benneteau | Bob Bryan Mike Bryan      | 2:6, 1:6         |
| 2.  | 1. November 2009 | St. Petersburg | Hartplatz (i) | Jérémy Chardy    | Colin Fleming Ken Skupski | 6:2, 5:7, [4:10] |

## Statistik

### Einzel
| Turnier                      | 2025              | 2024              | 2023              | 2022              | 2021              | 2020              | 2019              | 2018              | 2017              | 2016              | 2015              | 2014              | 2013              | 2012              | 2011              | 2010              | 2009              | 2008              | 2007              | 2006              | 2005              | 2004              | 2003              | 2002              | 2001              | Gesamt  |
| ---------------------------- | ----------------- | ----------------- | ----------------- | ----------------- | ----------------- | ----------------- | ----------------- | ----------------- | ----------------- | ----------------- | ----------------- | ----------------- | ----------------- | ----------------- | ----------------- | ----------------- | ----------------- | ----------------- | ----------------- | ----------------- | ----------------- | ----------------- | ----------------- | ----------------- | ----------------- | ------- |
| Australian Open              | Q1                | 1R                | 1R                | 2R                | –                 | –                 | –                 | 3R                | 3R                | 3R                | 3R                | 3R                | AF                | AF                | 3R                | 1R                | 3R                | AF                | AF                | 1R                | –                 | 1R                | 1R                | –                 | –                 | 0       |
| French Open                  | 2R                | 2R                | 1R                | 2R                | 2R                | 1R                | 2R                | 3R                | 3R                | VF                | AF                | 3R                | AF                | AF                | AF                | 1R                | –                 | –                 | 2R                | 2R                | 3R                | 1R                | 1R                | 1R                | –                 | 0       |
| Wimbledon                    | –                 | Q3                | 1R                | 3R                | 2R                | n. a.             | 1R                | 1R                | 1R                | AF                | HF                | 2R                | 3R                | AF                | AF                | –                 | –                 | AF                | HF                | 1R                | AF                | 1R                | –                 | –                 | –                 | 0       |
| US Open                      |                   | Q2                | 1R                | 3R                | 1R                | 2R                | 1R                | 3R                | 1R                | 1R                | VF                | 3R                | HF                | AF                | 2R                | AF                | 1R                | 1R                | 2R                | AF                | AF                | –                 | –                 | –                 | –                 | 0       |
| ATP Finals                   |                   | –                 | –                 | –                 | –                 | –                 | –                 | –                 | –                 | –                 | –                 | –                 | RR                | –                 | –                 | –                 | –                 | –                 | RR                | –                 | –                 | –                 | –                 | –                 | –                 | 0       |
| Indian Wells Masters         | –                 | –                 | 2R                | 1R                | –                 | n. a.             | –                 | –                 | –                 | AF                | 2R                | 2R                | AF                | 2R                | VF                | 1R                | 3R                | AF                | AF                | AF                | –                 | –                 | –                 | –                 | –                 | 0       |
| Miami Masters                | –                 | –                 | 2R                | 1R                | –                 | n. a.             | –                 | 2R                | –                 | AF                | –                 | AF                | HF                | AF                | 3R                | 1R                | –                 | 2R                | 3R                | 2R                | –                 | –                 | 1R                | –                 | –                 | 0       |
| Monte Carlo Masters          | 2R                | –                 | 1R                | –                 | –                 | n. a.             | –                 | VF                | –                 | 2R                | –                 | –                 | VF                | –                 | AF                | 2R                | –                 | AF                | VF                | –                 | HF                | –                 | 1R                | 2R                | –                 | 0       |
| Madrid Masters               | –                 | 1R                | 2R                | –                 | –                 | n. a.             | 2R                | 2R                | –                 | AF                | 2R                | –                 | 2R                | AF                | 1R                | –                 | –                 | AF                | 2R                | 2R                | –                 | –                 | –                 | –                 | n. a.             | 0       |
| Rom Masters                  | –                 | –                 | 1R                | –                 | 1R                | –                 | 1R                | 1R                | –                 | AF                | 2R                | –                 | AF                | VF                | HF                | –                 | AF                | 1R                | 2R                | –                 | 2R                | –                 | –                 | –                 | –                 | 0       |
| Hamburg Masters1             | nicht ausgetragen | nicht ausgetragen | nicht ausgetragen | nicht ausgetragen | nicht ausgetragen | nicht ausgetragen | nicht ausgetragen | nicht ausgetragen | nicht ausgetragen | nicht ausgetragen | nicht ausgetragen | nicht ausgetragen | nicht ausgetragen | nicht ausgetragen | nicht ausgetragen | nicht ausgetragen | nicht ausgetragen | 2R                | 2R                | 1R                | F                 | –                 | –                 | –                 | –                 | 0       |
| Kanada Masters               |                   | –                 | –                 | –                 | –                 | n. a.             | 3R                | –                 | 2R                | –                 | –                 | AF                | VF                | F                 | AF                | 1R                | –                 | VF                | 2R                | F                 | 2R                | –                 | –                 | –                 | –                 | 0       |
| Cincinnati Masters           |                   | –                 | 1R                | –                 | 1R                | 2R                | HF                | 1R                | 2R                | 2R                | VF                | –                 | 2R                | 1R                | AF                | AF                | –                 | 2R                | 2R                | 1R                | 2R                | –                 | –                 | –                 | –                 | 0       |
| Shanghai Masters             |                   | –                 | 1R                | nicht ausgetragen | nicht ausgetragen | nicht ausgetragen | 1R                | 2R                | VF                | 1R                | AF                | 2R                | 1R                | 2R                | –                 | AF                | 1R                | nicht ausgetragen | nicht ausgetragen | nicht ausgetragen | nicht ausgetragen | nicht ausgetragen | nicht ausgetragen | nicht ausgetragen | nicht ausgetragen | 0       |
| Stuttgart Masters3           | nicht ausgetragen | nicht ausgetragen | nicht ausgetragen | nicht ausgetragen | nicht ausgetragen | nicht ausgetragen | nicht ausgetragen | nicht ausgetragen | nicht ausgetragen | nicht ausgetragen | nicht ausgetragen | nicht ausgetragen | nicht ausgetragen | nicht ausgetragen | nicht ausgetragen | nicht ausgetragen | nicht ausgetragen | nicht ausgetragen | nicht ausgetragen | nicht ausgetragen | nicht ausgetragen | nicht ausgetragen | nicht ausgetragen | nicht ausgetragen | –                 | 0       |
| Paris Masters                |                   | 1R                | 1R                | 2R                | 1R                | 2R                | –                 | 2R                | 2R                | AF                | VF                | 2R                | VF                | 2R                | AF                | 2R                | –                 | –                 | HF                | AF                | –                 | –                 | 1R                | –                 | –                 | 0       |
| Olympische Spiele            | n. a.             | –                 | n. a.             | n. a.             | –                 | nicht ausgetragen | nicht ausgetragen | nicht ausgetragen | nicht ausgetragen | –                 | nicht ausgetragen | nicht ausgetragen | nicht ausgetragen | 2R                | nicht ausgetragen | nicht ausgetragen | nicht ausgetragen | –                 | nicht ausgetragen | nicht ausgetragen | nicht ausgetragen | –                 | nicht ausgetragen | nicht ausgetragen | nicht ausgetragen | 0       |
| Davis Cup                    |                   |                   |                   | –                 | RR                | n. a.             | –                 | HF                | S                 | HF                | VF                | F                 | VF                | VF                | HF                | F                 | PO                | VF                | VF                | VF                | VF                | –                 | –                 | –                 | –                 | 1       |
| Turnierteilnahmen4           | 8                 | 19                | 26                | 19                | 17                | 10                | 18                | 24                | 18                | 19                | 19                | 19                | 24                | 23                | 18                | 25                | 16                | 21                | 23                | 23                | 11                | 15                | 8                 | 5                 | 0                 | 423     |
| Erreichte Finals             | 0                 | 0                 | 1                 | 0                 | 1                 | 0                 | 0                 | 3                 | 1                 | 3                 | 2                 | 2                 | 3                 | 3                 | 0                 | 3                 | 0                 | 1                 | 3                 | 4                 | 2                 | 1                 | 0                 | 0                 | 0                 | 33      |
| Gewonnene Einzel-Titel       | 0                 | 0                 | 1                 | 0                 | 0                 | 0                 | 0                 | 1                 | 0                 | 2                 | 2                 | 0                 | 3                 | 1                 | 0                 | 1                 | 0                 | 0                 | 1                 | 3                 | 1                 | 0                 | 0                 | 0                 | 0                 | 16      |
| Hartplatz-Siege/-Niederlagen | 3:5               | 18:16             | 16:17             | 19:14             | 14:10             | 10:9              | 8:8               | 18:14             | 20:12             | 24:13             | 27:12             | 23:13             | 39:16             | 27:15             | 19:12             | 20:14             | 19:13             | 0:0               | 29:13             | 15:12             | 7:4               | 4:4               | 2:6               | 0:0               | 0:0               | 437:284 |
| Sand-Siege/-Niederlagen      | 3:3               | 11:12             | 9:11              | 13:10             | 9:7               | 0:1               | 5:6               | 13:7              | 3:3               | 8:3               | 10:3              | 4:2               | 7:5               | 11:4              | 12:7              | 16:8              | 3:2               | 0:0               | 12:7              | 7:4               | 13:5              | 9:9               | 0:2               | 1:3               | 0:0               | 277:146 |
| Rasen-Siege/-Niederlagen     | 0:0               | 4:4               | 2:4               | 2:1               | 3:2               | 0:0               | 4:3               | 4:2               | 6:3               | 3:2               | 6:2               | 4:3               | 4:2               | 4:3               | 3:1               | 2:0               | 0:0               | 6:3               | 7:3               | 6:2               | 11:2              | 0:2               | 0:0               | 0:1               | 0:0               | 84:45   |
| Teppich-Siege/-Niederlagen   | nicht genutzt     | nicht genutzt     | nicht genutzt     | nicht genutzt     | nicht genutzt     | nicht genutzt     | nicht genutzt     | nicht genutzt     | nicht genutzt     | nicht genutzt     | nicht genutzt     | nicht genutzt     | nicht genutzt     | nicht genutzt     | nicht genutzt     | nicht genutzt     | nicht genutzt     | 1:1               | 1:1               | 6:3               | 0:0               | 0:0               | 0:0               | 0:1               | 0:0               | 15:13   |
| Gesamt-Siege/-Niederlagen4   | 6:8               | 33:32             | 27:32             | 34:25             | 26:20             | 10:10             | 17:17             | 35:23             | 29:18             | 35:18             | 43:17             | 31:19             | 50:23             | 42:22             | 34:20             | 38:22             | 22:15             | 32:22             | 49:24             | 34:21             | 31:11             | 13:15             | 2:8               | 1:5               | 0:0               | 813:488 |
| Jahresendposition            |                   | 129               | 76                | 68                | 86                | 47                | 61                | 26                | 31                | 18                | 9                 | 26                | 9                 | 10                | 19                | 30                | 52                | 24                | 8                 | 18                | 16                | 109               | 93                | 166               | 1303              | N/A     |

Zeichenerklärung: S = Turniersieg; F, HF, VF, AF = Einzug ins Finale / Halbfinale / Viertelfinale / Achtelfinale; 1R, 2R, 3R = Ausscheiden in der 1. / 2. / 3. Hauptrunde; RR = Round Robin (Gruppenphase);
PO = Playoff (Auf- und Abstiegsrunde in der Davis-Cup-Weltgruppe); n. a. = Turnier wurde in dem Jahr nicht ausgetragen
1 Das Turnier von Hamburg ist seit 2009 nicht mehr Teil der Masters-Serie.

2 Das Turnier von Stockholm fand nur von 1990 bis 1995 als Masters-Turnier statt.

3 Das Turnier von Stuttgart fand 1995 einmal in Essen statt und war davor nicht Teil der Masters-Serie.

4 Hier gelten nur – wie auch bei bei Finalteilnahmen und gewonnenen Titeln – Turniere der ATP Tour sowie die vier Grand-Slam-Turniere und die ATP Finals; d. h. keine Challenger- und Future-Turniere oder Mannschaftswettbewerbe (Davis Cup oder World Team Cup).
4 Letztere zählen jedoch in den Sieg/Niederlagen-Statistiken rein. Kurzfristige Rücktritte vom Match zählen weder zu den Turnierteilnahmen (wenn in der ersten Runde) noch zur Siegesbilanz.

Stand: 10. Februar 2025